# ديريك يونج
ديريك يونج (بالإنجليزية: Derek Young)‏ (27 مايو 1980 بغلاسكو في المملكة المتحدة - ) هو لاعب كرة قدم بريطاني في مركز الوسط. شارك مع منتخب اسكتلندا تحت 21 سنة لكرة القدم. أما مع النوادي، فقد لعب مع دونفرملين أثلتيك وسانت جونستون وكوين أوف ساوث ونادي أبردين وفورفار أثلتيك ‏ ونادي بارتيك ثيسل وGrindavík (men's football) ‏ ونادي غرينوك مورتون.

## وصلات خارجية
- ديريك يونج على موقع قاعدة بيانات كرة القدم.إي يو (الإنجليزية)
- ديريك يونج على موقع Soccerbase.com (لاعب) (الإنجليزية)